# Erik Boström (arkitekt)
Erik Boström, född 7 juni 1863, död 11 april 1926, var en svensk arkitekt.
Han står bakom ett flertal bostadshus i Stockholms innerstad, där han i vissa fall även var byggherre. Han har även ritat Kungsholms baptistkyrka.
Han var far till konstnären Julia Lüning och morfar till arkitekten Örjan Lüning

## Förteckning över uppförda byggnader i Stockholm (urval)[5]
| Fastighet          | Gata                          | Byggnadsår         |
| ------------------ | ----------------------------- | ------------------ |
| Bergsfallet 9      | Bergsgatan 59                 | 1902–1904          |
| Blåklinten 1       | Karlbergsvägen 18             | 1901–1902          |
| Blåklinten 2       | Karlbergsvägen 20             | 1901–1902 (planer) |
| Djursborg 8        | Östermalmsgatan 101           | 1912–1913          |
| Havssvalget 13     | Artillerigatan 30             | 1902–1904          |
| Havssvalget 14     | Artillerigatan 32 Storgatan 4 | 1902 (ombyggnad)   |
| Krabaten 9         | Grevgatan 5 Kaptensgatan 16   | 1895–1896          |
| Landbyska Verket 4 | Birger Jarlsgatan 26          | 1897–1899          |
| Lägret 2           | Torstenssonsgatan 8           | 1895–1896          |
| Läraren 8          | Wallingatan 37 Dalatrappan 4  | 1905–1907          |
| Läraren 9          | Wallingatan 35                | 1904–1905          |
| Skatan 3           | Karlavägen 9                  | 1913–1914          |
| Skördemannen 11    | Kungsholmsgatan 34,36         | 1897–1898          |
| Småland 13         | Björngårdsgatan 7             | 1895–1896          |
| Vakteln 2          | Rådmansgatan 4                | 1894–1895          |
| Ångermanland 8     | Saltmätargatan 3 B            | 1894–1895          |

## Bilder

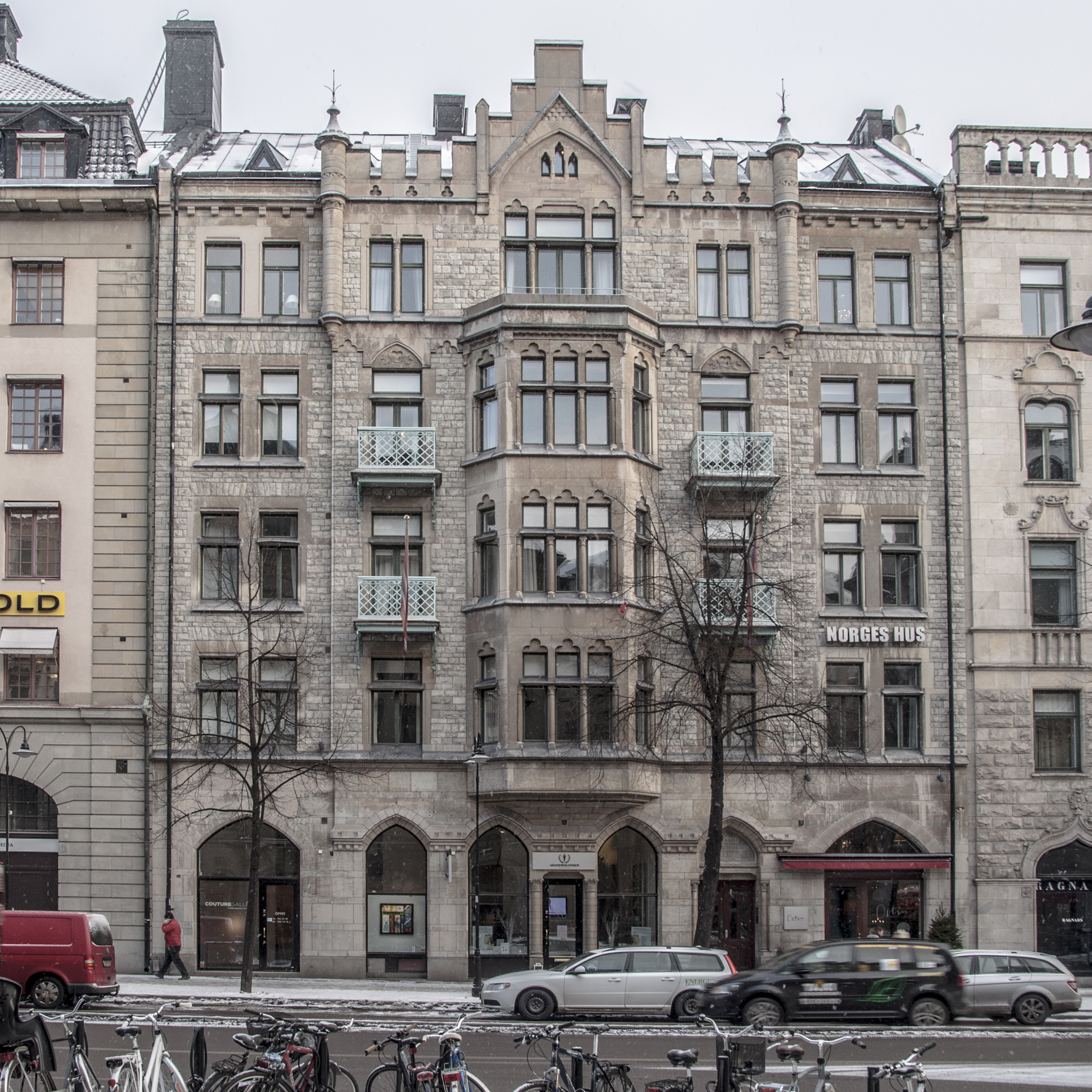
Landbyska Verket 4
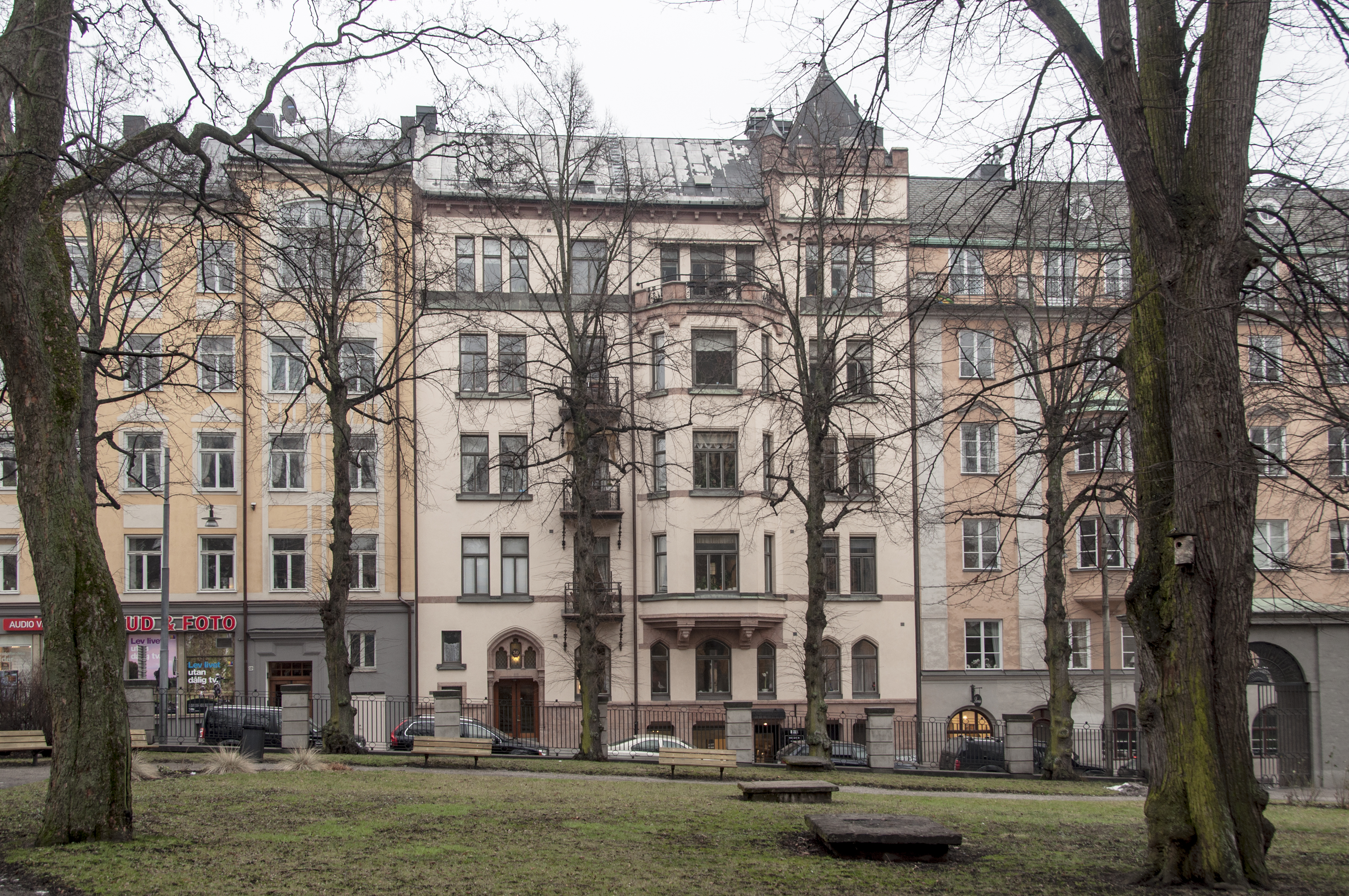
Havssvalget 13
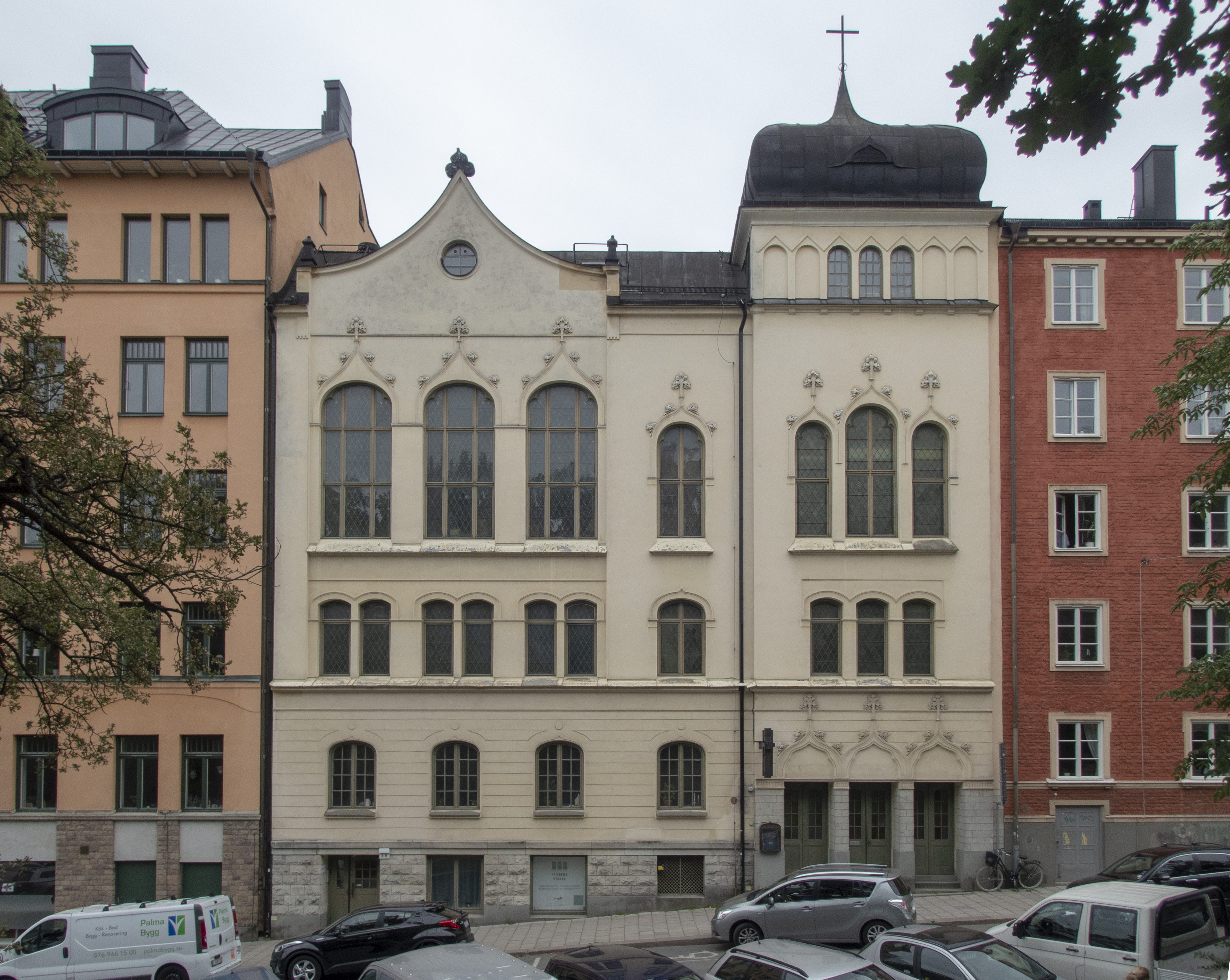
Kungsholms baptistkyrka
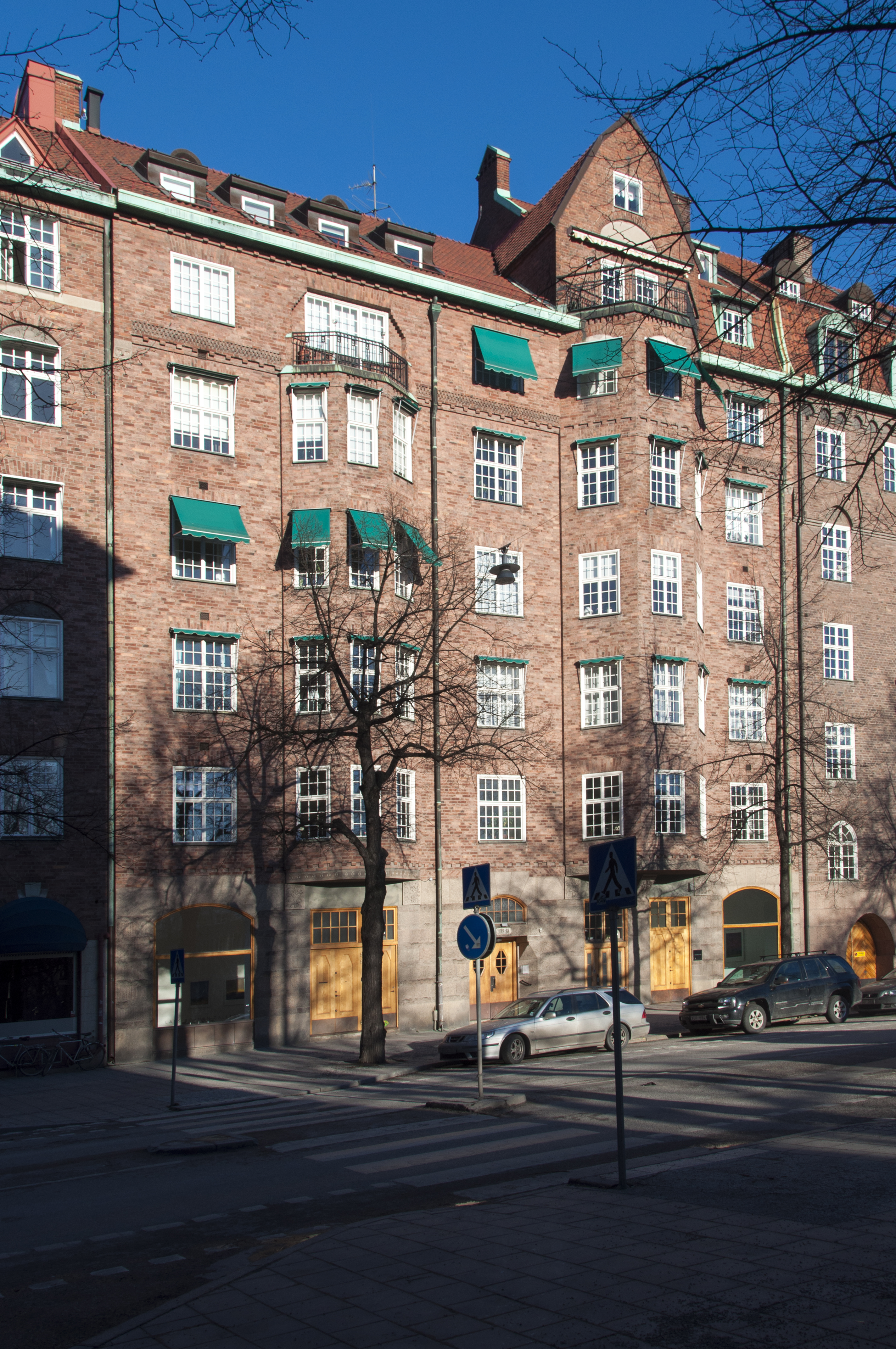
Skatan 3